# Освіта у Новокодацькому районі
Освіта у Новокодацькому районі міста Дніпро налічує навчальні заклади: 2 вищі навчальні заклади І-го ступеню, 30 загальноосвітніх середніх шкіл й 34 заклади дошкільної освіти.

## Громади східної частини району

### мікрорайон проспекту Івана Мазепи
вищі навчальні заклади І-го ступеню:
- Дніпровський індустріально-педагогічний технікум — вулиця Володимира Івасюка, 51
- Дніпровський політехнічний коледж — проспект Мазепи, 38

шкільні заклади:
- Гімназія № 1 — вулиця Солідарності (провулок Дружби), 4
- Середня загальноосвітня школа I—III ступеня № 5 — вулиця Караваєва, 17-а
- Навчально-виховний комплекс № 59 «Загальноосвітній навчальний заклад — дошкільний навчальний заклад» — Новоорловська вулиця, 1-а
- Середня загальноосвітня школа № 74 — вулиця Караваєва, 60
- Середня загальноосвітня школа № 77 — вулиця Нестерова, 29

дошкільні заклади:
- Дошкільний навчальний заклад (ясла-садок) № 89 — Повітрофлотська вулиця, 3
- Дошкільний навчальний заклад (ясла-садок) № 157 комбінованого типу — вулиця Віктора Мерзленка, 10
- Дошкільний навчальний заклад (ясла-садок) № 232 комбінованого типу — Авіаційна вулиця, 10
- Дошкільний навчальний заклад (ясла — садок комбінованого типу для дітей з вадами мови) № 237 «Білочка» — Авіаційна вулиця, 38
- Дошкільний навчальний заклад (ясла — садок) № 238 — вулиця Івана Мазепи 16
- дошкільний навчальний заклад НВК № 59 — Новоорловська вулиця, 1-а

### Брянська колонія
школа:
- Навчально-виховний комплекс № 36 «Спеціалізована середня загальноосвітня школа техніко-економічного профілю — дошкільний навчальний заклад» — проспект Сергія Нігояна, 57

дошкільний заклад:
- Дошкільне відділення НВК № 36 — вулиця Качалова, 2а

### Шляхівка
школи:
- Середня загальноосвітня школа № 50 — проспект Металургів, 43
- Середня загальноосвітня школа № 85 — Західна вулиця, 1

дошкільні заклади:
- Дошкільний навчальний заклад (ясла — садок) № 105 комбінованого типу — проспект Металургів, 42
- Дошкільний навчальний заклад (ясла-садок) № 197 — Київська вулиця, 1
- Дошкільний навчальний заклад (ясла-садок) № 198 — проспект Металургів, 43-а
- Дошкільний навчальний заклад (ясла-садок) № 276 «Кораблик» — Новокозловський проїзд, 2а

### Нове
школа:
- Навчально-виховний комплекс № 4 «середня загальноосвітня школа — дошкільний навчальний заклад (дитячий садок)» — вулиця Олександра Красносельського, 30 а

дошкільний заклад:
- дошкільний навчальний заклад (дитячий садок) НВК № 4 — вулиця Олександра Красносельського, 30-а

## Громади центральної частини району

### Нові Кодаки
шкільні заклади:
- Вечірня (змінна) середня загальноосвітня школа № 11 — проспект Свободи, 147
- Навчально-виховний комплекс № 72 «школа І-ІІІ ступенів — дошкільний навчальний заклад (дитячий садок)» — Фортечна вулиця, 42-а
- Середня загальноосвітня школа № 88 — проспект Свободи, 218

дошкільні заклади:
- Дошкільний навчальний заклад (ясла-садок) № 6 «Славний» — вулиця проспект Свободи 82-а
- Дошкільний навчальний заклад (ясла — садок) № 240 комбінованого типу — проспект Свободи 218
- дошкільний навчальний заклад (дитячий садок) НВК № 72 — Фортечна вулиця, 42-а

### мікрорайон Західний
школи:
- Середня загальноосвітня школа № 91 — вулиця Данила Галицького, 52
- Середня загальноосвітня школа № 93 — вулиця Данила Галицького, 54

дошкільні заклади:
- Дошкільний навчальний заклад (ясла — садок) № 182 — Волинська вулиця, 10
- Дошкільний навчальний заклад (ясла-садок) № 233 — Фосфорна вулиця, 5-а
- Дошкільний навчальний заклад (ясла-садок) № 241 комбінованого типу — вулиця Данила Галицького, 49

### мікрорайон Червоний Камінь
школи:
- Середня загальноосвітня школа № 96 — вулиця Коробова, 3
- Середня загальноосвітня школа № 143 — вулиця Коробова, 3-д

дошкільні заклади:
- Дошкільний навчальний заклад (ясла-садок) № 96 «Теремок» — вулиця Юрія Кондратюка, 9
- Дошкільний навчальний заклад (ясла-садок) № 299 «Калинка» -вулиця Коробова, 10
- Дошкільний навчальний заклад (ясла- садок) № 316 комбінованого типу — вулиця Коробова, 26

### мікрорайон Покровський
школи:
- Міський юридичний ліцей — Заводська Набережна, 119
- Середня загальноосвітня школа № 97 імені П. І. Шкідченка — Велика Діївська вулиця, 42
- Навчально — виховний комплекс № 106" середня загальноосвітня школа — дошкільний навчальний заклад (дитячий садок)" — Метробудівська вулиця, 7

дошкільні заклади:
- Дошкільний навчальний заклад (ясла — садок) № 189 комбінованого типу — Велика Діївська вулиця, 60
- Дошкільний навчальний заклад (ясла-садок) № 282 комбінованого типу — вулиця Максима Дія, 19
- Дошкільний навчальний заклад (ясла-садок) № 331 — вулиця Максима Дія, 6
- Дошкільний навчальний заклад (ясла-садок) № 346 компенсуючого типу — Велика Діївська вулиця, 50
- Дошкільний навчальний заклад (ясла-садок) № 377 комбінованого типу — вулиця Максима Дія, 3
- Дошкільний навчальний заклад № 404 (центр розвитку дитини) — вулиця Максима Дія, 9
- дошкільне відділення НВК № 106 — вулиця Максима Дія, 7

### Мікрорайон Парус (Вітрило)
школи:
- Середня загальноосвітня школа № 54 — Парусний провулок, 3
- Середня загальноосвітня школа № 132 — Парусний провулок, 14
- Спеціалізована середня загальноосвітня школа № 141 — Моніторна вулиця, 3

дошкільні заклади:
- Дошкільний навчальний заклад (ясла — садок) № 244 — Гідропаркова вулиця, 3
- Дошкільний навчальний заклад (ясла-садок) № 336 комбінованого типу «Червоні Вітрила» — Метробудівська вулиця, 4

### Діївка
школи:
- Середня загальноосвітня школа № 84 — вулиця Юрія Кондратюка, 264
- Навчально-виховний комплекс № 92 «школа І-ІІІ ступенів — дошкільний навчальний заклад (дитячий садок)» — Проїжджа вулиця, 2-б
- Середня загальноосвітня школа № 94 — Велика Діївська вулиця, 463
- Міжшкільний навчально-виробничий комбінат № 4 — Велика Діївська вулиця, 213

дошкільні заклади:
- Дошкільний навчальний заклад (ясла — садок) № 235 — вулиця Юрія Кондратюка, 266
- дошкільний навчальний заклад (дитячий садок) НВК № 92 — Проїжджа вулиця, 2б

### Сухачівка
школа:
- Навчально-виховний комплекс № 103 «школа І-ІІІ ступенів -дошкільний навчальний заклад (ясла-садок) — Доблесна вулиця, 164

дошкільний заклад:
- дошкільний навчальний заклад (ясла-садок) НВК № 103 — Доблесна вулиця 164

## Громади західної частини району

### Ясне
школа:
- Навчально-виховний комплекс № 104» середня загальноосвітня школа-дошкільний навчальний заклад (ясла-садок)" — Ясенева вулиця, 65

дошкільний заклад:
- ясла-садок при НВК № 104 — Ясенева вулиця, 65

### Таромське
- Середня загальноосвітня школа № 105 — Золотоосіння вулиця, 26
- Середня загальноосвітня школа № 123 — вулиця Академіка Кисловського, 1
- Середня загальноосвітня школа № 124 — вулиця Старий шлях, 2